# Orkok

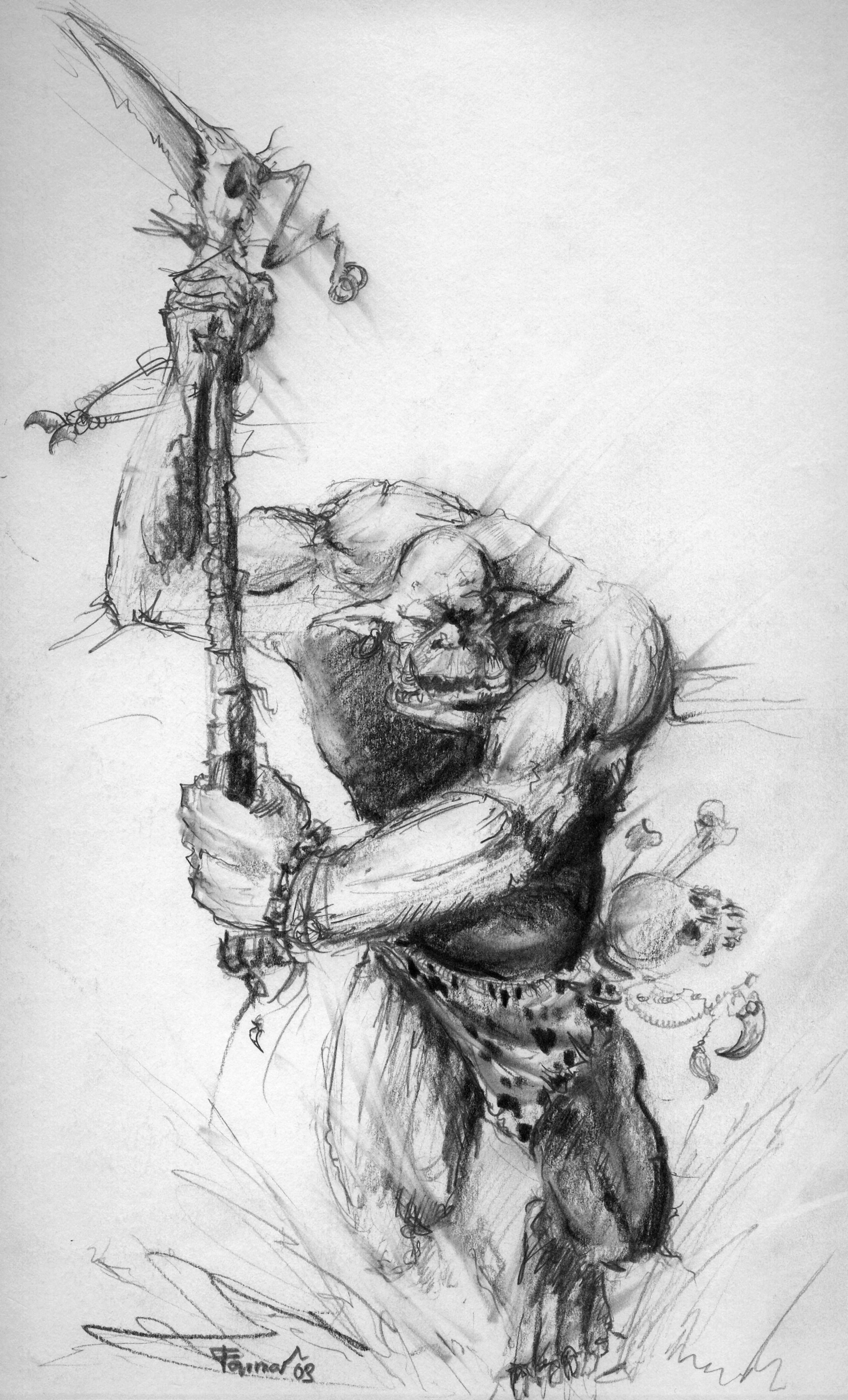
Ork ábrázolása egy fantasy játékból

Az orkok kitalált, félig-meddig mitikus eredetű, manapság pedig jobbára a fantasy-alkotásokban előforduló lények. Általában durva külsejűek, barbár szelleműek, erősek, vadak és harciasak, sok műben pedig kifejezetten gonoszak. Legfontosabb és legközismertebb előfordulásuk J. R. R. Tolkien Középföldéről szóló történeteiben található (s ezen a néven e regények alapján váltak elterjedt klisévé), ahol a gonosz erők katonáiként szerepelnek.

## A szó eredete
Az ork szó eredetileg a latin orcus szóból származik. Orcus a római mitológiában Pluto, Hadész vagy Dis Pater másik neve volt, a holtak földjének isteneként. Az „Orcus” nevet a gonosz, büntető énje kapta, mint az isten, aki a gonoszul cselekvőket kínozza a túlvilágon. William Blake egyes írásaiban is szerepel egy Ork („Orc”) nevű lény, de pozitív figuraként. Az óangol mitológiában nagyjából nekik megfelelő teremtmények a manók, illetve koboldok.

## Tolkien orkjai
A humanoid, szárazföldi ork faj Tolkien műve. Írásaiban az orkok emberszabású, az átlag embernél valamivel alacsonyabb, jobbára barlangokban lakó, torz alkatú, karikalábú és  hosszú karú, csúf, mocskos és mindenestől gonosz lények. Éjjeli lények: legtöbb fajtájuk a napot nem képes elviselni (de még az erős holdfényt is nehezen).
Más értelmes fajták húsát és a döghúst is megeszik, és általában csak pusztítani képesek, alkotni pedig csak gonosz dolgokat (mint fegyverek és egyszerűbb ostromgépek).
Bár nem félkegyelműek, de általában buta és szerencsétlen lényekként ábrázolja őket, akik a szavakat tönkreteszik (ez egy olyan nyelvésztől mint Tolkien valódi sértés): a káromkodásokkal teli, obszcén, cinikus és agresszivitásra ösztönző verbális és gesztusnyelvet Tolkien többször is ork-beszédnek titulálja.
Az orkoknak több fajtája is van. Törzsi szervezetben élnek, minden törzs a maga külön nyelvjárását beszéli. A vadászaton és gyűjtögetésen kívül általában rablásból élnek, vagy pedig náluknál nagyobb gonosz erőket, urakat és birodalmakat szolgálnak katonaként (a két utóbbi tevékenység persze közel sem zárja ki egymást). Tolkien eredeti írásában az „ork” szó orch, többes száma yrch.
Bár gyűlölik az élet majd minden formáját, szükség esetén képesek együttműködni más fajokkal, még Ilúvatar saját vagy fogadott gyermekeinek gonoszabbjaival is, úgy emberekkel, mint törpökkel; leggyakrabban azonban  Morgoth teremtményeivel, a wargokkal („váltott farkasok”) szövetségben tevékenykednek, utóbbiak még azt is megengedik nekik, hogy hátukat megüljék. Foglyaikat nem mindig eszik meg (bár ez is előfordul), sokkal gyakoribb, hogy sötét barlangjaik mélyén rabszolgaként dolgoztatják őket, míg a kegyetlen bánásmódtól, éhezéstől és sötétségtől meg nem halnak.
Eredetük ismeretlen, csak annyi biztos, hogy Melkor hozta létre őket. Hogy teremtette-e, az kérdéses, mivel ő gonosszá válásakor gyakorlatilag elveszítette teremtő hatalmát. A tündék azt tartották, hogy az első orkok az elfogott tündék megrontásával, megnyomorításával keletkeztek.
A szilmarilok így ír erről: „Eressea bölcsei mégis úgy tartják, hogy azokat a quendeket, akik még Utumno eleste előtt Melkor kezébe kerültek, börtönbe vetették ott, s lassú kegyetlenséggel megrontották és rabságba törték; így tenyésztette ki Melkor – a tündék iránti irigységből és ocsmány gúnyból – az orkok förtelmes fajtáját, amelyek aztán a tündék legelszántabb ellenségei lettek.”

## Az orkok Tolkien után
A Gyűrűk Ura ihletésére számos fantasy-regényben, szerepjátékban és számítógépes játékban szerepelnek orkok. Ilyenek például a Dungeons&Dragons, a Warhammer, a Warcraft, a M.A.G.U.S., a Metin2, a Gothic, a Káosz Szerepjáték valamint a Tolkien regényein alapuló Középfölde Szerepjáték is.
Az orkok ezekben az egyéb ábrázolásokban nem mindig ostoba, csúf, gonosz lények. A Warcraft számítógépes játékban (lásd: A Warcraft-univerzum orkjai) kifejezetten intelligens, magas kultúrájú lényként tűnnek fel, akik csupán külső hatásokra váltak az előbbihez hasonló természetűvé. A Káosz szerepjátékban pedig közel emberi intelligenciájú (némely esetben még felül is múló) lények, akik közül nem egy legendás varázsló lett.
Hasonlóan az előzőekhez, az orkok pozitív oldalát mutatja be a Worluk Világa – Orkháború 1-2. c. könyv is. Mivel alapvetően erőszakos és vad faj, ez leginkább a hadi hőstettekben és az életet, egészséget veszélyeztető, a klánért és az Istenükért hozott áldozatokban nyilvánul meg.